# Mineralni Bani
Mineralni Bani (Bulgaars: Минерални бани) is een dorp en een gemeente gelegen in de Zuid-Bulgaarse oblast Chaskovo. Alhoewel het dorp Mineralni Bani het administratieve centrum van de gelijknamige gemeente is, is zij niet het grootste dorp (het dorp Karamantsi is dichterbevolkt). Mineralni Bani ligt 186 km ten zuidoosten van Sofia.

## Bevolking
Op 31 december 2019 telde het dorp Mineralni Bani 1.134 inwoners, terwijl de gemeente Mineralni Bani 6.400 inwoners had.
| Jaar                    | 1934  | 1946   | 1956  | 1965  | 1975  | 1985  | 1992  | 2001  | 2011  | 2019  |
| dorp Mineralni Bani     | -     | -      | 485   | 718   | 1.381 | 1.374 | 1.635 | 1.529 | 1.457 | 1.134 |
| gemeente Mineralni Bani | 9.509 | 10.226 | 9.732 | 8.289 | 8.350 | 7.984 | 7.583 | 6838  | 5.899 | 6.400 |

De bevolking van het dorp Mineralni Bani bestaat nagenoeg uitsluitend uit etnische Bulgaren (1.089 personen, oftewel 97%). De bevolking van de gemeente Mineralni Bani is echter gemengd en bestaat voor het merendeel uit Bulgaarse Turken (54%), gevolgd door etnische Bulgaren (42%) en de Roma (4%).

## Nederzettingen
De gemeente Mineralni Bani bestaat uit 12 dorpen:

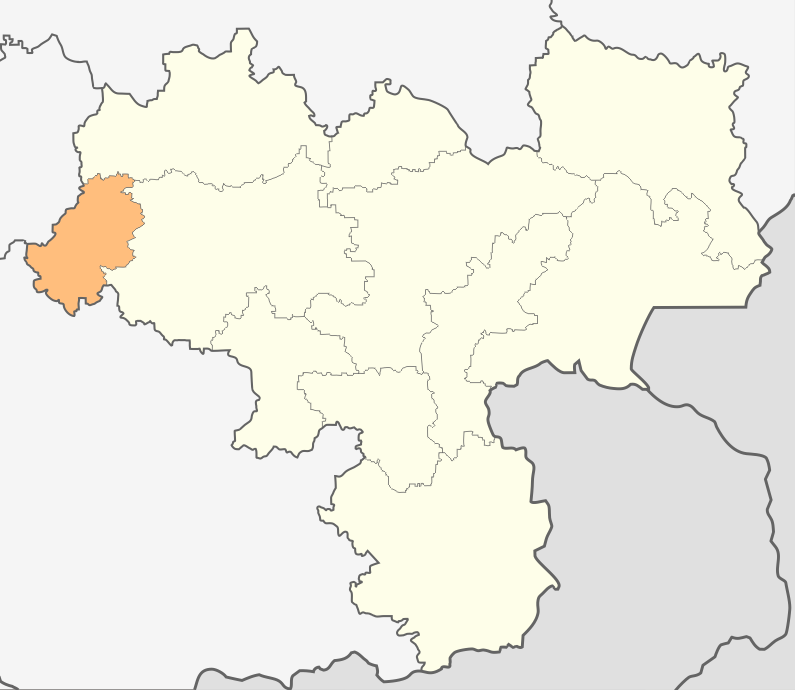
Situering van de gemeente Mineralni Bani in de oblast Chaskovo

| - Angel Vojvoda - Bojan Botevo - Brjastovo - Karamantsi | - Kolets - Mineralni Bani (hoofdplaats) - Sarnitsa - Sirakovo | - Spatsjievo - Soesam - Tatarevo - Vinevo |